# Шадринский молочно-консервный комбинат
Молочный комбинат «Шадринский» — предприятие города Шадринска. Полное название — филиал «Молочный комбинат „Шадринский“» Акционерного общества «Эйч энд Эн». Расположено на улице Калинина, 56.
Новый виток в развитии молочной промышленности в Шадринске начался с открытия в 1978 году Шадринского молочно-консервного комбината на улице Калинина. Почти сразу он стал основным поставщиком молочных продуктов в Шадринске и Курганской области.
В 2002 году «Шадринский молочно-консервный комбинат» вошёл в созданную тогда же группу «Юнимилк», которая объединила 12 предприятий, что резко снизило линейку производимой продукции. С тех пор шадринский комбинат производит продукцию под брендами «Юнимилка», в том числе «Простоквашино».